# Отсед
Отседите са стръмни до вертикални в дълбочина разломи със значителна амплитуда на хоризонталните придвижвания успоредно на разломната повърхнина. Те често проникват дълбоко в земната кора и са особено характерни за границите на литосферните плочи. Според относителното придвижване на двата блока един спрямо друг се делят на леви и десни отседи.
При отседните деформации често има участие на компресионен или екстензионен компонент. В такива случаи се използват термините транспресия и транстензия.
Основната част от придвижванията в една отседна зона се осъществяват по т. нар. Главна зона на преместване – изградена е от кулисообразно разположени разломи (Риделови срязвания), свързани помежду си чрес коси разломи ("S" и "P" срязвания), като по този начи се оформят плоски и изтеглени лещи на срязване.
В план отседите рядко са праволинейни. При огъванията се оформят локални участъци на компресия и екстензия, където доминират съответно възседните и разседните нарушения. В огъванията на освобождаване (екстензионните участъци) се създават условия за образуване на тесни и дълбоки водни басейни с интензивна седиментация.
Във вертикален разрез отседните зони представляват дивергираща към повърхността система от разломи наречена „цвете“ (система от разломи, разширяваща се към повърхността). В случаите на транспресия доминират косите възседи, структурата е позитивна и се нарича тип „палма“. При транстензия негативната структура е доминирана от коси разседи и се нарича тип „лале“.